# Canton de Montreuil-Bellay
Le canton de Montreuil-Bellay est une ancienne division administrative française située dans le département de Maine-et-Loire et la région Pays de la Loire.
Il disparait aux élections cantonales de mars 2015, réorganisées par le redécoupage cantonal de 2014.

## Composition
Le canton de Montreuil-Bellay groupe treize communes. Il compte 13 032 habitants (population municipale) au 1er janvier 2012.
| Nom                          | Code Insee | Intercommunalité       | Population (dernière pop. légale) |
| ---------------------------- | ---------- | ---------------------- | --------------------------------- |
| Montreuil-Bellay (chef-lieu) | 49215      | CA Saumur Val de Loire | 4 003 (2014)                      |
| Antoigné                     | 49009      | CA Saumur Val de Loire | 469 (2014)                        |
| Brézé                        | 49046      | CA Saumur Val de Loire | 1 291 (2014)                      |
| Brossay                      | 49053      | CA Saumur Val de Loire | 370 (2014)                        |
| Cizay-la-Madeleine           | 49100      | CA Saumur Val de Loire | 489 (2014)                        |
| Le Coudray-Macouard          | 49112      | CA Saumur Val de Loire | 905 (2014)                        |
| Courchamps                   | 49113      | CA Saumur Val de Loire | 482 (2014)                        |
| Épieds                       | 49131      | CA Saumur Val de Loire | 734 (2014)                        |
| Le Puy-Notre-Dame            | 49253      | CA Saumur Val de Loire | 1 209 (2014)                      |
| Saint-Cyr-en-Bourg           | 49274      | CA Saumur Val de Loire | 915 (2014)                        |
| Saint-Just-sur-Dive          | 49291      | CA Saumur Val de Loire | 392 (2014)                        |
| Saint-Macaire-du-Bois        | 49302      | CA Saumur Val de Loire | 457 (2014)                        |
| Vaudelnay                    | 49364      | CA Saumur Val de Loire | 1 192 (2014)                      |

## Géographie
Situé dans le Saumurois, ce canton est organisé autour de Montreuil-Bellay dans l'arrondissement de Saumur. Sa superficie est de plus de 228 km2 (22 879 hectares), et son altitude varie de 26 mètres (Brézé) à 111 mètres (Épieds), pour une altitude moyenne de 57 mètres.
| Nom de la commune     | Surface (ha) | Alt. mini (m) | Alt. maxi (m) |
| --------------------- | ------------ | ------------- | ------------- |
| Antoigné              | 1 787        | 36            | 74            |
| Brézé                 | 2 005        | 26            | 104           |
| Brossay               | 479          | 55            | 94            |
| Cizay-la-Madeleine    | 1 929        | 39            | 109           |
| Le Coudray-Macouard   | 1 340        | 27            | 67            |
| Courchamps            | 699          | 34            | 80            |
| Épieds                | 2 699        | 29            | 111           |
| Montreuil-Bellay      | 4 896        | 29            | 73            |
| Le Puy-Notre-Dame     | 1 604        | 32            | 106           |
| Saint-Cyr-en-Bourg    | 863          | 30            | 104           |
| Saint-Just-sur-Dive   | 724          | 26            | 39            |
| Saint-Macaire-du-Bois | 1 306        | 43            | 86            |
| Vaudelnay             | 2 548        | 31            | 104           |

## Histoire
Le canton de Montreuil-Bellay (chef-lieu) est créé en 1790. Il est rattaché au district de Saumur puis en 1800 à l'arrondissement de Saumur.
Dans le cadre de la réforme territoriale, un nouveau découpage territorial pour le département de Maine-et-Loire est défini par le décret du 26 février 2014. Le canton de Montreuil-Bellay disparait aux élections cantonales de mars 2015.

## Représentation
Le canton de Montreuil-Bellay est la circonscription électorale servant à l'élection des conseillers généraux, membres du conseil général de Maine-et-Loire.

### Conseillers généraux de 1833 à 2015
| Période    | Période      | Identité                            | Étiquette               | Qualité |
| ---------- | ------------ | ----------------------------------- | ----------------------- | --- |
| 1833       | 1838 (décès) | Louis-Jean Foucher                  |                         | Avocat puis magistrat Maire du Coudray-Macouard                                                                          |
| 1838       | 1848         | Charles Louvet                      | Majorité dynastique     | Avocat et banquier à Saumur, Président du Conseil Général (1838-1848)                                                    |
| 1848       | 1852         | René-Alcide Aubelle                 | Républicain             | Notaire, maire de Montreuil-Bellay                                                                                       |
| 1852       | 1871         | Charles Louvet                      | Majorité dynastique     | Banquier, Président du Conseil Général (1838-1848 et 1852-1871) Député (1848-1871), maire de Saumur Ministre (1870)      |
| 1871       | 1898 (décès) | Prosper Gigot                       | Droite                  | Maire de Saint-Cyr-en-Bourg                                                                                              |
| avril 1898 | juillet 1898 | Eugène Perrault                     | Républicain             | Exploitant agricole et propriétaire du château de Meigné à Brézé                                                         |
| 1898       | 1922         | Baron Georges Millin de Grandmaison | Conservateur            | Militaire - Maire de Montreuil-Bellay Député (1893-1933) - Sénateur (1933-1941)                                          |
| 1922       | 1940         | Robert Millin de Grandmaison        | Républicain Indépendant | Propriétaire à Montreuil-Bellay Député (1933-1942) Nommé conseiller départemental en 1943                                |
|            |              |                                     |                         | |
| 1945       | 1951         | Joseph Civrais                      | Rad.                    | Maire du Puy-Notre-Dame (1945-1971)                                                                                      |
| 1951       | 1964         | Jacques de Boischevalier            | DVD                     | Président-directeur général des établissements de Neuville à Saint-Hilaire-Saint-Florent Maire de Courchamps (1942-1971) |
| 1964       | 1973         | Edgard Pisani                       | UDR puis SE             | Député (1967-1968) Ministre de l'Agriculture (1961-1966) Maire de Montreuil-Bellay (1965-1975)                           |
| 1973       | 1994         | Georges Millin de Grandmaison       | DVD puis UDF            | Avocat, conseiller municipal de Montreuil-Bellay                                                                         |
| 1994       | 2001         | Claude Beaumont                     | UDF                     | Ingénieur, ancien pilote Maire de Vaudelnay                                                                              |
| 2001       | 2015         | Dominique Monnier                   | DVD-UMP                 | Notaire Maire du Puy-Notre-Dame (1989-2008) Vice-président du conseil général                                            |

### Résultats électoraux détaillés
- Élections cantonales de 2001 : Dominique Monnier (Divers droite) est élu au 2e tour avec 54,95 % des suffrages exprimés, devant Paul Loupias (Divers gauche) (45,05 %). Le taux de participation est de 56,82 % (5 183 votants sur 9 122 inscrits)[7].
- Élections cantonales de 2008 : Dominique Monnier (Divers droite) est élu au 1er tour avec 55,56 % des suffrages exprimés, devant Sophie Saramito (PRG) (30,11 %) et Francis Martin (FN) (8,45 %). Le taux de participation est de 68,33 % (6 357 votants sur 9 303 inscrits)[8].

### Conseillers d'arrondissement (de 1833 à 1940)
| Période                                  | Période      | Identité                   | Étiquette   | Qualité |
| ---------------------------------------- | ------------ | -------------------------- | ----------- | --- |
| 1833                                     | 1848         | François Duveau            |             | Maire de Saint-Just-sur-Dive                                                                                |
|                                          |              |                            |             | |
|                                          | 1887 (décès) | Sigismond Morillon         |             | Avocat, propriétaire à Saumur                                                                               |
|                                          |              |                            |             | |
| 1919                                     | 1931         | Jules Gaudrez              | Républicain | Médecin des écoles, Montreuil-Bellay                                                                        |
| 1931                                     | 1937         | Adolphe Poingt (1880-1955) |             | Médecin à Montreuil-Bellay                                                                                  |
| 1937                                     | 1940         | Albert Jamain              | PAPF        | Cultivateur, maire de Courchamps (1929-1945)                                                                |
| 1940                                     |              |                            |             | Les conseils d'arrondissement ont été suspendus par la loi du 12 octobre 1940 et n'ont jamais été réactivés |
| Les données manquantes sont à compléter. |              |                            |             | |

## Démographie
| 1962   | 1968   | 1975   | 1982   | 1990   | 1999   | 2006   | 2011   | 2012   |
| ------ | ------ | ------ | ------ | ------ | ------ | ------ | ------ | ------ |
| 10 828 | 10 883 | 11 636 | 12 458 | 12 756 | 12 419 | 12 746 | 13 042 | 13 032 |